# Cephalochalcidia
Cephalochalcidia is een geslacht van vliesvleugeligen uit de familie bronswespen (Chalcididae). De wetenschappelijke naam van dit geslacht is voor het eerst geldig gepubliceerd in 1960 door Nikol'skaya.

## Soorten
Het geslacht Cephalochalcidia omvat de volgende soorten:
- Cephalochalcidia capitata Nikol'skaya, 1960
- Cephalochalcidia levis Nikol'skaya, 1960